# Bas Banning en het Spaanse galjoen
Bas Banning en het Spaanse galjoen is een in 1957 verschenen deel uit de Bas Banning-serie jongensboeken van A. van Aardenburg (pseudoniem van Herman Pijfers). Het avontuur speelt op het eiland Hispaniola en betreft een combinatie van een schatgraversverhaal met het verhaal van een opstand in een Zuid-Amerikaanse bananenrepubliek.

## Personages
- Bas Banning, assistent van persfotograaf Heiligers.
- Heiligers, persfotograaf op reportage aan boord van een sleepboot.
- Ru Peters, Nederlander, woont sinds enkele jaren op Hispaniola vanwege werk bij een stuwdam.
- Martha Bauer, Duits marconiste aan boord van de Argos.
- Karl Bauer, Duits ober in het hotel waar Bas en Heiligers verblijven.
- Landor, schipper op Hispaniola.
- Paul Lescot, president van Hispaniola.

## Inhoud
Bas Banning heeft zich vanwege een longontsteking niet op het eindexamen kunnen voorbereiden. Nu hij beter is en de examens begonnen zijn, heeft hij niets te doen en dus staat niets hem in de weg om Heiligers te vergezellen, die een reportage moet maken op een sleepboot. Het verblijf op de Victor zal maximaal zes weken duren. Zeshonderd mijlen ten zuiden van Newfoundland verkeert het met kolen geladen schip de Argos in moeilijkheden. Nadat marconiste Bauer het noodsignaal heeft geseind, wordt de bemanning gered door een kotter van de Amerikaanse kustwacht, de Lakehurst.
In dezelfde periode arriveert de Victor met Bas en Heiligers aan boord in Ponta Delgada, de belangrijkste stad van een der Azoren, veertienhonderd kilometer ten westen van Portugal. De Victor krijgt opdracht om de verlaten Argos op sleep te nemen. De Lakehurst is nog altijd in de buurt om de positie van het schip niet te verliezen en de bemanningen komen samen om gegevens uit te wisselen. Bij deze gelegenheid vraagt marconiste Bauer vertrouwelijk aan Bas om een pakje van de Argos mee te nemen dat zij heeft moeten laten liggen. Bas zegt dit toe en hij vindt het pakje, maar kan het niet teruggeven omdat het bootje dat hem van de Argos terugvoert, rechtstreeks naar de Victor gaat. De kans raakt helemaal verkeken als de Hugo arriveert, een grotere sleepboot die de klus overneemt, zodat het schip met Bas en Heiligers verder vaart.
Bas en Heiligers komen aan op Geroux, de hoofdstad van het Caraïbische eiland Hispaniola. Hier zullen de twee tien dagen blijven en dan weer door de Victor worden opgehaald. Bas heeft het pakje intussen geopend, omdat hij hoopte hierin een aanwijzing te vinden om het terug te kunnen geven, maar ook uit nieuwsgierigheid. De inhoud is een notitieboek van haar man, betreffende de ligplaats van een in de zeventiende eeuw gezonken Spaans galjoen met kostbaarheden aan boord.
Op Hispaniola maken Bas en Heiligers kennis met Ru Peters, een Nederlander die al enkele jaren op het eiland woont vanwege zijn werk bij een stuwdam. Hij raadt hen het hotel aan waarin hijzelf verblijft. Aan het ontbijt vertelt Bas Heiligers over het notitieboekje, die reageert sceptisch op het zoveelste verhaal van een kostbare schat op de zeebodem. Tijdens het gesprek ruimt de Duitse ober Karl gedienstig de tafel af. 's Avonds gaat Bas, die het notitieboekje steeds bij zich draagt, naar Heiligers met de suggestie dat een speurtocht naar de schat een mooie reportage zou opleveren, maar op diens kamer treft hij niet de fotograaf maar een inbreker die prompt uit het raam vlucht. Alles is doorzocht, maar als Heiligers de boel nakijkt mist hij niets. Ook de kamer van Bas is doorzocht en ook die mist niets. Heiligers ziet wel in dat Bas hem alsnog wil overhalen, maar is ook van mening dat het een goed idee is.
Bas moet eerst onder begeleiding van Ru leren onder water zwemmen met een duikbril en aqualong. Karl de ober kent een betrouwbare schipper, Landor, die hen met zijn boot van dienst kan zijn. De eerste dag zoeken levert geen resultaat op. Bij terugkeer begint Ru driftig met berekeningen aan de hand van een kaart van het gebied. Vanaf het eiland klinkt onheilspellend het geluid van tamtams. Ru vertelt dat deze trommels vroeger een communicatiemiddel waren en begint dan de geschiedenis van Hispaniola vanaf de onafhankelijkheid tot de huidige president uiteen te zetten. Binnenkort zijn er verkiezingen.
De volgende dag krijgen Ru en Landor onenigheid over de te varen koers. Volgens Ru heeft Landor hen de vorige dag naar een verkeerde plaats gebracht en nu vermoeden de drie dat Landor heeft geraden waarom het hen te doen was en expres verkeerd vaart om dan later zelf eens op de juiste plek te kijken. Als Bas achteromkijkt, herkent hij ineens de twee riffen waarvan in de beschrijving sprake was: twee riffen die samen de figuur van een wassende maan vormen. Ze varen erheen en duiken, maar vinden niets. Het begint tot Bas door te dringen dat de taak moeilijker is dan hij dacht, omdat het wrak in de loop der eeuwen volkomen is overwoekerd en dus niet van de omgeving te onderscheiden valt.
Die avond vraagt Ru voor de zekerheid aan Karl of Landor echt wel een betrouwbare schipper is, wat Karl bevestigt. De volgende dag krijgt Bas het aan de stok met een gevaarlijke zeeslang en vindt een musket. Bij de tweede duikexpeditie van die dag wordt een tweede musket gevonden. Ru komt op de gedachte dat de musketten destijds aan weerskanten van het galjoen zijn gevallen, dus als het galjoen daar tussendoor is gevaren en ze trekken de lijn door, dan hebben ze een richtsnoer. Nu vinden ze het wrak en maken er een lijn aan vast. De duik moet echter worden bekort omdat beiden met zuurstoftekort kampen. Opkijkend zien ze een jacht naast hun boot liggen. De bemanning heeft samen met Landor de boot overgenomen en houdt de drie Nederlanders gevangen, al worden ze heel voorkomend behandeld en mogen naar de radio luisteren. Zo vernemen ze dat president Lescot van Hispaniola zijn aftreden heeft aangekondigd en dat het leger na het verijdelen van een staatsgreep hem het opperbevel heeft aangeboden. Op deze manier behoudt hij zonder herkozen te worden toch de macht.
Die nacht klimt Bas door de patrijspoort naar buiten. Hij is de enige die er smal genoeg voor is. In Landors boot vaart hij naar Geroux om de politie te waarschuwen, maar op de kade treft hij Karl aan. Die biedt aan de weg te wijzen, maar het is een valstrik en Bas wordt naar een huis gelokt van waaruit twee mannen op hem afstormen. Bas weet te ontvluchten, maar loopt zich vast op de top van een rots, waarachter honderden meters diep de zee ligt. Bas springt op een richel en gooit een rotsblok in het water, zodat zijn achtervolgers ervan overtuigd raken dat hij te pletter gestort is, en vertrekken.
Bas overnacht in de open lucht en beseft de volgende ochtend dat Karl ook deel uitmaakt van het complot. Dan gaat hij op zoek naar de politie, maar de hele stad lijkt uitgestorven. Geen winkel is open en alle luiken zijn dicht. Militairen gebaren hem dat hij niet verder mag, dus keert hij terug naar de boot. Benedendeks eet hij wat, maar voelt ineens dat iemand in de boot springt en wegvaart. Bas bindt een snorkel voor zijn mond, stopt zijn kleding in een waterdichte zak en springt overboord. Aan de andere kant van de baai komt hij uit het water, waar het geluid van de tamtams hem angst aanjagen.
Dan ziet Bas de Victor de haven binnen lopen. 'Tranen sprongen Bas in de ogen. Daar waren landgenoten. Daar was een stukje Nederland.' Naar aanleiding van radioberichten over een opstand is de sleepboot vervroegd teruggekeerd om Bas en Heiligers op te halen. Bas verneemt dat de bevolking staat; vandaar dat het zo rustig is overal. Even later loopt ook het jacht met Ru en Heiligers binnen. Bas staat verbaasd over het tafereel: Een grote groep enthousiaste inlanders staat aan de kade het jacht op te wachten en Bas' vrienden, niet langer gevangen, lijken de beste vrienden met de bemanning.
Marconiste Bauer is intussen in New York opgevangen, vanwaar zij het vliegtuig naar Hamburg zal nemen. Ze krijgt echter een telegram met het verzoek naar Hispaniola te vliegen met het ticket dat al voor haar geboekt is. Daar treft zij Karl aan, haar doodgewaande man. Hij blijkt een van de twee overlevenden van de duikboot en was aanvankelijk in Argentinië beland. Omdat hij daar betere toekomstmogelijkheden zag dan in het door de oorlog verwoeste Duitsland, heeft hij geprobeerd zijn gezin te laten overkomen. Maar die bleken na het bombardement op hun huis spoorloos, zodat Karl dacht dat ze omgekomen waren. Karl belandde na enige omzwervingen op Hispaniola, waar hij de schat wilde zoeken, maar Landor waarschuwde hem dat de president die dan zou opeisen. Landor bezweert hem te wachten tot de president is afgezet, mede omdat de inlanders een mythe aan de gezonken zilvervloot hebben opgehangen: onder wiens bewind de schat wordt gevonden, zal voorspoed heersen. Het opduiken zou de president dus alleen maar in de kaart spelen. Karl besloot af te wachten, maar tot zijn verrassing hoort hij Heiligers en Bas erover praten in het hotel waar hij ober is. In hun kamers zoekt hij naar het aantekenboekje. Hij begrijpt dat zijn vrouw nog in leven is. Karl is genegen de twee in vertrouwen te nemen en tot uitstel te bewegen, maar de inlanders vertrouwen hen niet. Daarom wordt geprobeerd hen van het wrak weg te houden door Landor expres verkeerd te laten varen, maar dat mislukt. Als het wrak ook nog gevonden wordt, besluiten Karl en zijn helpers maar de Nederlanders vast te houden totdat de staking is uitgebroken. Ze vertellen Ru en Heiligers hoe de vork in de steel zit, waarna Ru weer enthousiast gaat duiken en enkel kostbaarheden opvist. Omdat de vondst via de radio bekend wordt gemaakt, staan de inlanders op de kade te wachten. Karl en Martha besluiten op Hispaniola te blijven en een hotel te beginnen. Heiligers en Bas beginnen de volgende dag aan de vaart terug.

## Basis in de werkelijkheid
In een notitie achter in het boek zet de auteur uiteen dat het verhaal is gebaseerd op twee gebeurtenissen uit de werkelijkheid. Deze worden kort beschreven, zij het niet duidelijk geïdentificeerd. Een Duits vrachtschip in moeilijkheden is door een Nederlandse zeesleper geborgen. Naast de kapitein bleef alleen de marconiste tot het einde op haar post, in de steek gelaten door de overige bemanningsleden. De andere gebeurtenis betreft het verjagen van een president van een eiland door middel van staking door de bevolking, precies zoals in het boek beschreven is. Naar de auteur verzekert, moet deze gebeurtenis in kranten uit de jaren 1950 terug te vinden zijn. In elk geval heet het schip uit het bekende achttiende-eeuwse jongensboek Schateiland Hispaniola.

## Publicatiegeschiedenis
Het boek verscheen in 1957 bij Uitgeverij De Fontein met omslag en illustratie van J. Giling. Evenals de andere delen werd het boek enkele malen herdrukt. In de jaren zestig werd het avontuur met twee andere aanvankelijk los verschenen delen opgenomen in een omnibus. In de jaren zeventig verscheen een licht herziene paperbacks met nieuwe omslagen en illustraties van Herson, die de reeks een eigentijdser uiterlijk verleenden.

## Bron
A. van Aardenburg. Bas Banning en het Spaanse galjoen. Paperbackuitgave, tweede druk. De Bilt: Uitgeverij De Fontein, 1973. ISBN 9026111142
Bas Banning en de zwarte ruiter · Bas Banning en de vliegende cowboys · Bas Banning en de geheimzinnige kabelbaan · Bas Banning en de autosmokkelaars · Bas Banning en het Spaanse galjoen · Bas Banning en de Tour de France · Bas Banning en de DAF-600 · Bas Banning en de geheime raket · Bas Banning en de verdwenen Rembrandt · Bas Banning en de Rode hand · Bas Banning en de zweefmannen · Bas Banning en de schatgravers